# Serrières-de-Briord
Serrières-de-Briord ist eine französische Gemeinde mit 1.329 Einwohnern (Stand: 1. Januar 2022) im Département Ain in der Region Auvergne-Rhône-Alpes. Sie gehört zum Arrondissement Belley und zum Kanton Lagnieu. Die Einwohner werden Serrièrois genannt.

## Geografie
Die Gemeinde Serrières-de-Briord liegt etwa 48 Kilometer ostnordöstlich von Lyon in der Landschaft Côtière an der Rhône, die hier die Grenze zum Département Isère bildet. Umgeben wird Serrières-de-Briord von den Nachbargemeinden von Villebois im Norden, Bénonces im Nordosten und Osten, Montagnieu im Osten und Süden, Bouvesse-Quirieu im Süden und Südwesten sowie Montalieu-Vercieu im Westen und Nordwesten.

## Bevölkerungsentwicklung
| Jahr                       | 1962 | 1968 | 1975 | 1982 | 1990 | 1999 | 2010 | 2021 |
| Einwohner                  | 705  | 773  | 824  | 825  | 834  | 960  | 1174 | 1312 |
| Quellen: Cassini und INSEE |      |      |      |      |      |      |      |      |

## Sehenswürdigkeiten

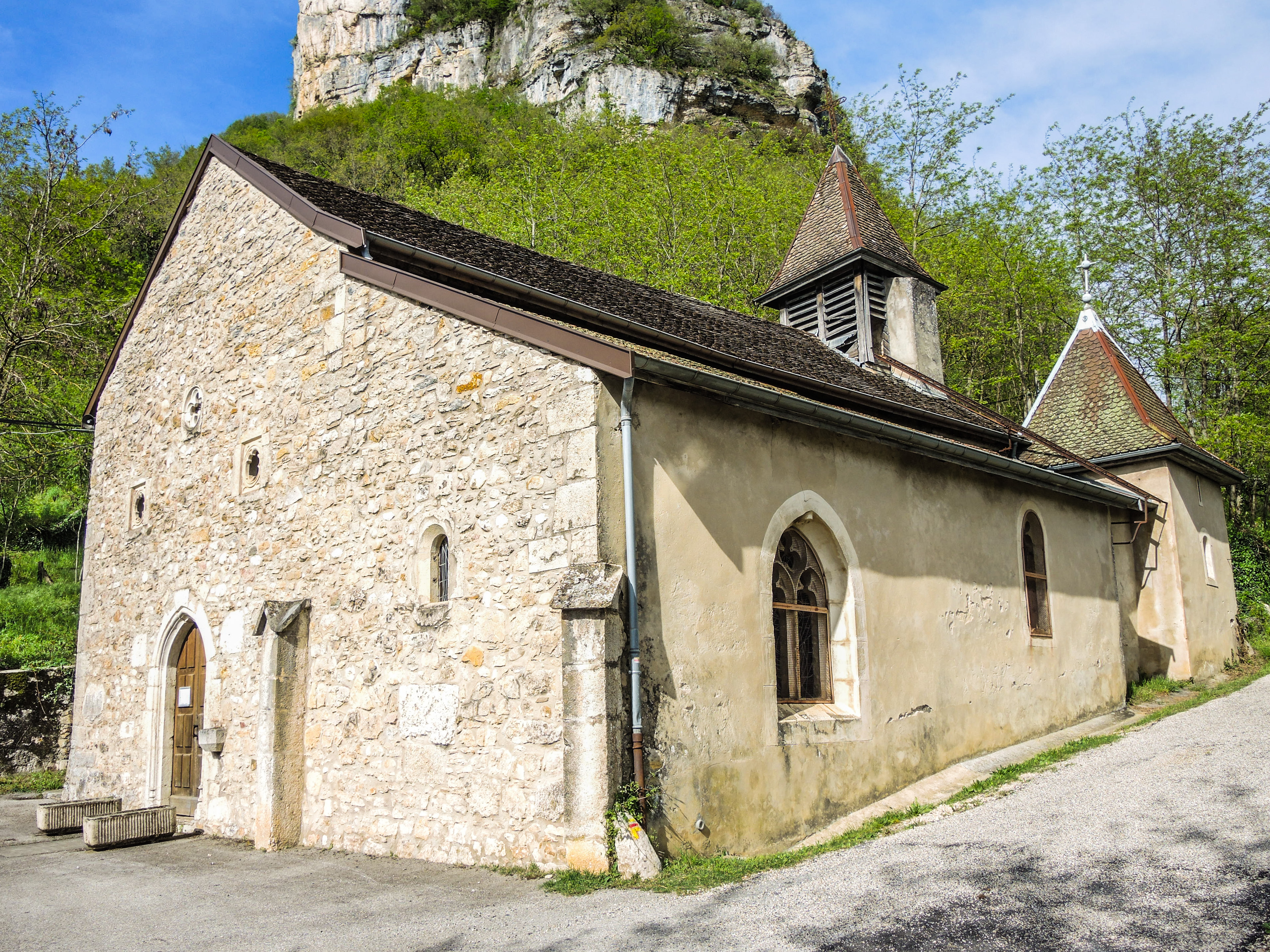
Kirche Saint-Pierre
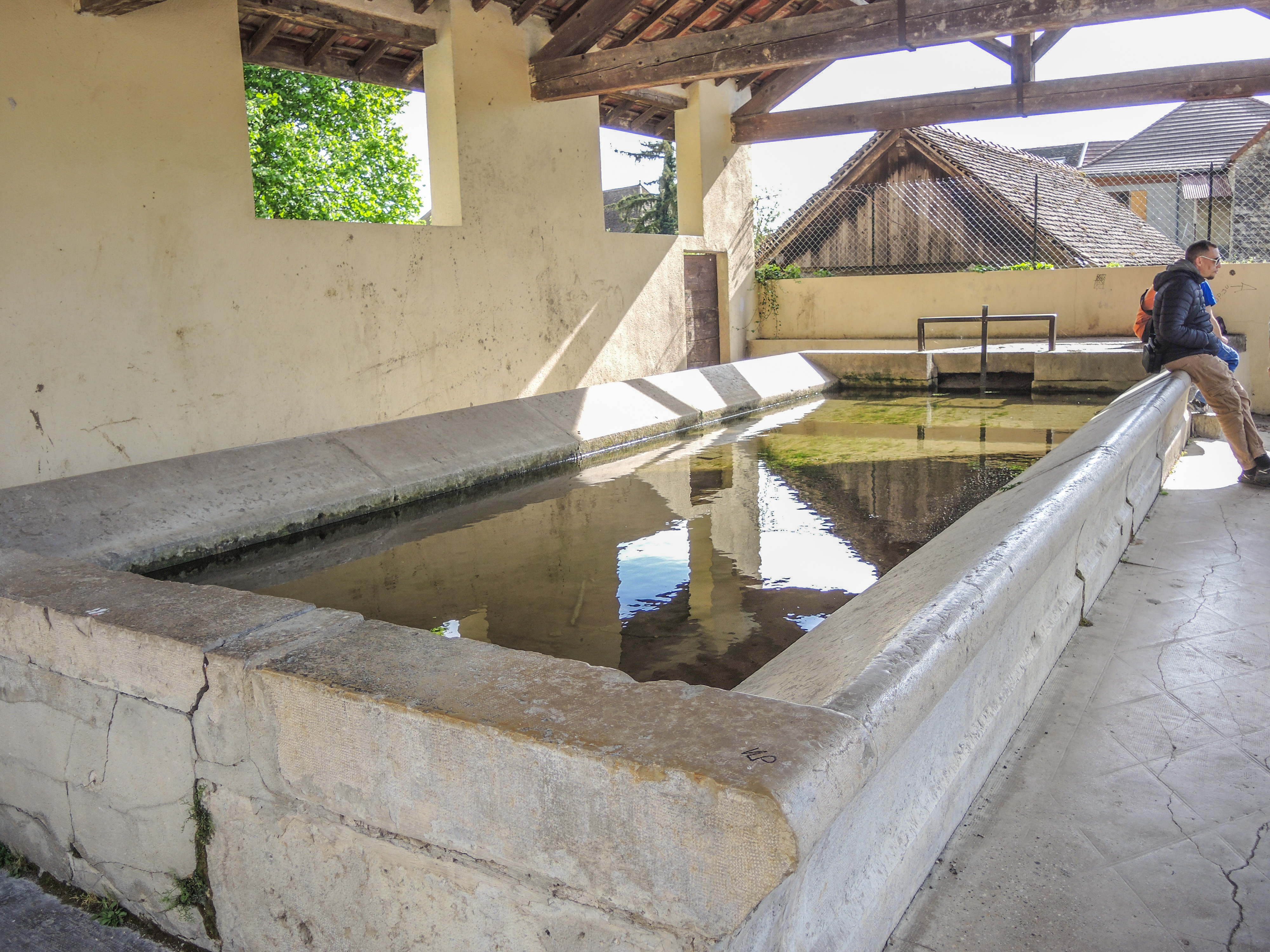
Lavoir
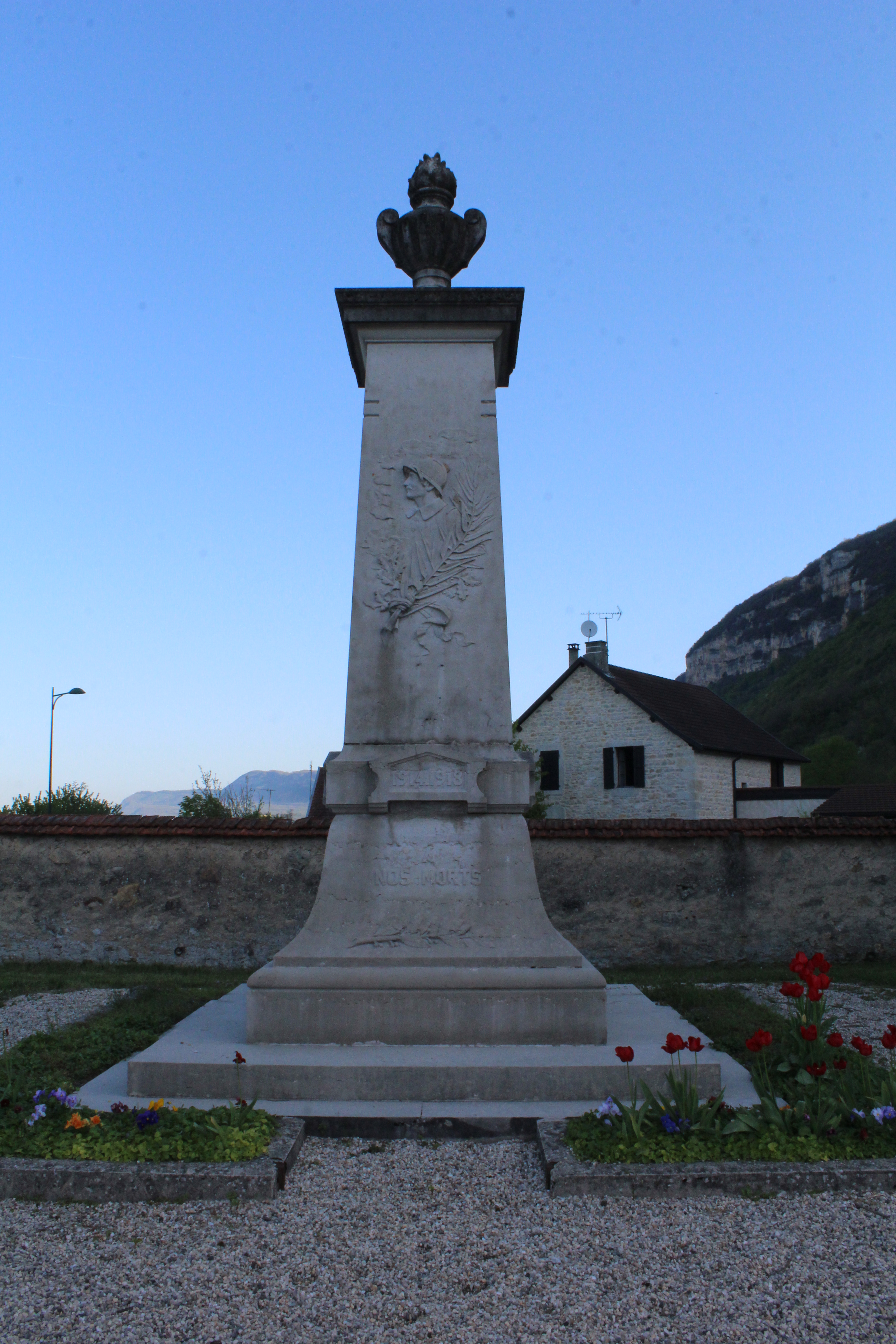
Gefallenendenkmal

- Wehrhaus Buffières, 1337 erwähnt

- Kirche Saint-Pierre
- Lavoir
- Gefallenendenkmal